# Калахари
Калахари пустиња је пустиња у јужној Африци. Површина пустиње је око 900.000 km² и простире се на већем делу Боцване и деловима Намибије и Јужноафричке Републике. Басен око пустиње се простире на око 2,5 милиона km², захватајући и делове територија Анголе, Замбије и Зимбабвеа. Једина река која пролази пустињом је Окаванго, која тече са северозапада према југоистоку и нестаје у пустињи у виду мочварне унутрашње делте која је богата биљним и животињским светом.
Калахари пустиња је богата резервама угља, никла и уранијума. Један од највећих рудника дијаманата у свету налази се код града Орапа у Боцвани, у североисточном делу пустиње.

## Етимологија
Калахари потиче од цванске речи Кгала, што значи „велика жеђ“, или Кгалагади, што значи „место без воде“; Калахари има огромна подручја прекривена црвеним песком без икакве сталне површинске воде.

## Историја
Пустиња Калахари није увек била сува пустиња. Фосилна флора и фауна из пећине Гцвихаба, Боцвана, указује на то да је регион некада био много влажнији и хладнији од најмање 30 до 11 хиљада година пре садашњице, посебно пре 17.500 година.

## Географија
Калахари се простире на површини од 930.000 ², од севера према југу протеже се у дужину од 1600 km, а на најширем делу од истока према западу дуга је 965 km. Калахари је једнолична, благо валовита и песком покривена пустиња, просечне надморске висине 900 m (понегде и нешто више). Нени геолошки темељи видљиви су само у ретким, окомитим обронцима брда, званих копјес, која на ретким местима прекидају монотонију пустињске површине. Поред копјеса, три површине карактеришу готово цели Калахари: безбројна пешчана поља, уздужне дине и повремене баре зване влеи (таве). Пешчана поља чини се да су настала за време плеистоцена (око 2.600.000 до 11.700 година пне) и од тад стоје на истом месту. У неким подручјима изгледа да су настала као последица некадашњих водотокова, али већина је настала због деловања ветра који их је нанео на та поља. Пешчана поља карактеристика су источног Калахарија, имају сличне површине, а висина им варира врло мало, просечно 3 метра по 1,6 km. Дубина наноса песка уобичајено је већа од 60 метара. Већином је то песак црвене боје, због танког слоја жељезних оксида који прекрива зрнца песка.
Карактеристика целог Западног Калахарија су дуги ланци дина, оријентираних отприлике према северу и северозападу. Те дине имају просечно око 2 km, а високе су од 6 до 60 метара. Свака дина одвојена је од суседне широком паралелном удубином, званом цеста (путељак), преко којих се дине селе по пустињи. Влеи (таве), су нешто попут пустињских канализационих шахтова, сува језера на крајевима привремених водотокова. Добар део њих су остатци ранијих језера, кад је Калахари имао пуно више падавина. Данас врло мало водотокова који теку преко Калахарија успева да дотече до мора, већина их заврши у некој од депресија којих по Калахарију има много. Та плитка језера врло брзо пресуше, а на њиховом дну остану наталожене фине честице муља, заједно са отопљеним калцијумом и соли, тако да дна тава имају блиставо беле равне површине, без икакве вегетације. Ипак у појединим влеима у којима количина соли није висока израсте нешто траве након киша.

### Водотоци и одводњавање
У јужним и централним деловима Калахарија, површинских вода има само по малим, јако раштрканим шкрапама, и нема никаквих трајних водотокова. Готова сва количина кише која падне одмах нестане у дубоком песку. Нешто влаге се апсорбира поред стена, али већина испари, тако да ретко биље мора имати дубоко корење да дође до нешто влаге. Има нешто мало кратких повремених водотокова након ретких киша који теку до својих влеија. Помоћу аерофотографија откривен је читав систем старих водотокова који су постојали у време кад је Калахари имао више киша.
Карактеристика северног Калахарија је необични систем дренаже који тамо превладава. За време лета јаке кише падају по висоравнима централне Анголе, далеко од Калахарија. Тад велике количине воде отичу у реке Окаванго и Куандо. Окаванго тече према југоистоку, преко северних делова Калахарија, у Боцвани се рачва у бројне рукавце који натапају велико подручје мочвара на северу Боцване које се зове делта Окавангоа. Након екстремних кишних сезона у Анголи, вишак воде из мочвара прелива се у језеро Нгами даље на југ Калахарија и тече према истоку у кориту реке Ботети до језера Xау и влеија Макгадикгади где завршава свој ток. Исто тако и река Куандо из Анголе тече према југу и натапа североисточне делове делта Окавангоа. Тако постоји парадоксална ситуација да у Калахарију, који хронично нема воде постоји крај који има велики вишак вода.

### Земљиште
У великој мери је то песак, црвенкасте боје, са врло мало органских примеса, хемијски је релативно алкалан и сув. Поред влеија тло има висок проценат кречњака и соли, и често је отровно за већину биљака. По Калахарију има налазишта угљена, урана и дијаманата.

### Клима
Пустиња је по традиционалној климатологији оно подручје које има мање од 250 mm киша годишње. Тачнија дефиниција пустиње је да је то регија у којој стопа испаравања два пута већа од количина падавина. Југозападни Калахари испуњава оба критерија, али североисточни Калахари има много више падавина, тако да се по климатологији не би могао квалификовати као пустиња, али је права пустиња због недостатка површинских вода и потпуно сувог тла. Влажни кишни облаци допиру до Калахарија струјањима из Индијског оцеана, а количина падавина највећа је на североистоку Калахарија (средња годишња количина падавина већа је од 500 mm) и опада према југозападу на мање од 125 mm у Јужном Калахарију. Количине падавина, врло су промењиве. Највише киша падне током летњих олуја, с великим варијацијама зависно од места и години. Зиме су изузетно сушне, тад не падну кише по шест до осам месеци. Калахари карактерише велики распон између дневне и ноћне температуре, због велике надморске висине и сувог ваздуха, који се по дану јако угреје, а ноћу јако охлади. Тако да лети по дану температура у хладу често износи 43 до 46 °C, ноћу се спушта од 21 до 27 °C, а зими се могу спустити и до -12 °C.

### Флора
Дубоки песак који покрива већи део површине Калахарија, увелико утиче на вегетацију која тамо расте, због тог биљке плитких корена не могу дуже опстати, иако има врста које врло брзо израсту након сезана киша, и још брже распрше своје семе, које успева да се одржи до следеће добре кишне сезоне. Али већина флоре по Калахарију су биљке с дубоким коренима које на тај начин имају довољно влаге да преживе екстремна сушна раздобља. По југозападном Калахарију који има врло мало падавина, расте врло ретко разбацано неколико врста дрвећа и грмља и оштра кратка трава. По централном Калахарију, који има више падавина, расте и више дрвећа (неколико врста акација) и нешто више грмља и трава. Северни Калахари генерално нема изглед класичне пустиње. По њему има шума, ту расту палме поред трновитог грмља, има и баобаба те зимзеленог и белогоричног дрвећа високог до 50 m. По мочварама Окаванга има густих гајева папируса и осталог воденог биља.

### Фауна
Флора Калахарија богатија је и разноликија на северу него на југу. Ипак, чак и по сушном југу живе бројне врсте антилопа и остају у њему већи део године, упркос недостатку површинских вода. Главне врсте антилопа које живе на југу Калахарија су спрингбоки, когонији, орикси, еланди, кудуји, стенбоки и дујкери, уз њих живе и бројна стада гнуа. У северном Калахарију живи знатно више животињских врста, попут жирафа, зебри, слонова, бивола, и антилопа, поред бројних предатора као што су лавови, гепарди, леопарди, афрички дивљи пси, лисице, поред других великих и средњих сисара као што су шакали, хијене, брадавичасте свиње, павијани, јазавци, мравоједи, зечеви и дикобрази, те бројних малих глодара, неколико врста змија и гуштера, те бројне врсте птица.

## Популација
Бушмани су у Калахарију живели 20.000 година као ловци-сакупљачи. Они лове дивљач луковима и отровним стрелицама и сакупљају јестиве биљке, попут бобица, диња и орашастих плодова, као и инсекте. Бушмани већину својих потреба за водом добијају од биљних корена и пустињских диња које се налазе на или испод пустињског пода. Они често чувају воду у издуваним љускама нојевих јаја. Бушмани живе у колибама саграђеним од локалних материјала - оквир је направљен од грана, а кров је покривен дугом травом. Већина њихових техника лова и сакупљања пресликавају наша праисторијска племена.

## Калахари, Бушмани и дијаманти
Године 1996, компанија Де Бирс је проценила потенцијал вађења дијаманата у Гопеу. Године 1997, почело је исељавање бушманских и бакгалагадских племена из резервата Централни Калахари који је њихова постојбина. Године 2006, Виши суд Боцване пресудио је у корист племена Бушмана и Бакгалагади у резервату, утврдивши да је њихово исељење незаконито. Влада Боцване одобрила је компанији De Beers' Gem Diamonds/Gope Exploration Company (Pty) Ltd. обављање рударских активности у оквиру резервата.

## Галерија
- Бушмани у Калахарију
- Меркат
- Орикс антилопа
- Угрожени афрички дивљи пас у резервату дивљачи Централни Калахари